# Nietykalni (serial telewizyjny 1993)
Nietykalni (ang. The Untouchables) – amerykański serial kryminalny opowiadający o oddziale policji dowodzonym przez Eliota Nessa, który w latach 20. XX wieku, w okresie prohibicji, walczył z przestępczością zorganizowaną na terenie Chicago. Jego głównym przeciwnikiem był słynny gangster Al Capone.

## Obsada
- Tom Amandes – Eliot Ness (wszystkie 42 odcinki)[1]
- William Forsythe – Al Capone (42)
- David James Elliott – agent Paul Robbins (42)
- John Rhys-Davies – agent Michael Malone (30)
- B.J. Jones – jako on sam (1)
- Paul Regina – Frank Nitti (42)
- Nancy Everhard – Catherine Ness (28)
- John Newton – agent Tony Pagano (42)
- Michael Horse – agent George Steelman (19)
- Hynden Walch – Mae Capone (19)
- Valentino Cimo – Frankie Rio (42)
- Brian Ruddy – Jake Niles (40)
- Hynden Walch – Mae Capone (19)
- Shea Farrell – agent Sean Quinlan (12)
- Dick Sasso – Jake Guziik (8)
- John Colella – Vito Stellini (7)
- Tom Guarnieri – Sonny Capone (6)
- Jack Thibeau – George „Bugs” Moran (6)
- Jenna Lyn Ward – Dorrie Greene (6)
- Steve Head – oficer policji (5)
- Rob Riley – burmistrz Anton Cermak (4)
- Byrne Piven – Johnny Torrio (4)
- Bernard Beck – Ahern (4)
- Rick LaFond – reporter #1 (4)
- Ned Schmidtke – E.Q. Johnson (3)